# Ауэр, Игнац
Игнац Ауэр (нем. Ignaz Auer; 19 апреля 1846, Нойбург-на-Инне, Нижняя Бавария — 10 апреля 1907, Берлин) — германский политик; член Социал-демократической партии Германии.

## Биография
Игнац Ауэр родился 19 апреля 1846 года в Нойбурге-на-Инне в семье мясника, который умер в 1848 году и оставил семью в крайне тяжелом финансовом положении, отчего еще будучи совсем юным Игнацу приходилось работать пастухом. После непродолжительного посещения начальной школы Ауэр с 1859 по 1863 год был подмастерьем у шорника в местечке Нойхаус-ам-Инн, а позднее стал владельцем сёдельной мастерской в Мюнхене. 
В конце 1860-х годов И. Ауэр примкнул к Социал-демократической рабочей партии Германии. В конце сентября 1874 года в Гамбурге он встретился с Карлом Марксом. В 1875 году, после создания объединённой Социалистической рабочей партии Германии (ныне СДПГ), стал её секретарём. В 1877—1878; 1880—1887 и 1890—1907 годах был депутатом рейхстага Германской империи. Ауэр сыграл решающую роль в агитации за переизбрание Августа Бебеля в рейхстаг в январе 1873 года. В 1902 году Ауэр перенес тяжелую болезнь, в результате которой почти потерял слух, но тем не менее в 1903 году он был переизбран в рейхстаг и иногда даже произносил в нём речи.
В 1877—1878 годах Ауэр редактировал «Berliner Freie Presse». 
Обладая организаторским талантом и большой работоспособностью, Игнац Ауэр стал одним из видных представителей своей партии, её оратором и деятельным агитатором СДПГ на митингах. Он имел большие знания в области практических вопросов (фабричное законодательство, экономические вопросы и т. д.), а вопросами теоретическими интересовался мало и нередко высказывал своё к ним пренебрежение, чем настраивал против себя ортодоксальных социал-демократов-марксистов (Каутского, Бебеля и др.). 
С появления в партии бернштейнианства (или ревизионизма; 1898), Ауэра многие стали считать тайным адептом этого учения, хотя публично он ни разу не высказался в его пользу. 
Ауэру принадлежит вызвавшая сильное негодование фраза, написанная им в 1898 году Бернштейну по поводу приглашения последнего к компромиссам с существующим строем: «Милый Эдуард, ты — осёл: подобные вещи делают, но не говорят». Ему также принадлежит записка «Nach zehn Jahren» (1889—1890) — материалы и комментарии к истории закона о социалистах — и брошюра «Von Gotha bis Wyden» (1901). 
Игнац Ауэр умер 10 апреля 1907 года в городе Берлине и был похоронен на Центральном кладбище Фридрихсфельде (см. Мемориал социалистов).
Его сын Эрхард Ауэр (1874—1945) тоже стал политиком.